# Simon Gustafson
Simon Gustafson (Mölndal, 11 gennaio 1995) è un calciatore svedese, centrocampista dell'Häcken.

## Biografia
È fratello gemello di Samuel Gustafson, anch'esso centrocampista.

## Caratteristiche tecniche
Centrocampista mancino, può essere schierato come regista o come trequartista in un 4-2-3-1. Giocatore che va in pressing, è in possesso di un buon fisico, grazie al quale vince spesso i contrasti a centrocampo.

## Carriera

### Club
Gustafson cresce nel Fässbergs IF insieme al gemello Samuel, con cui vince la Gothia Cup nel 2012 nella categoria Under-18. Entrambi i gemelli si trasferiscono all'Häcken prima dell'inizio della stagione 2013. Simon debutta in campionato nella prima giornata della Allsvenskan 2013 in occasione di una sconfitta casalinga per 0–3 contro l'IFK Göteborg. Nel febbraio 2015 rinnova il suo contratto con l'Häcken fino alla stagione 2016.
Il 15 luglio 2015 viene ceduto agli olandesi del Feyenoord, con cui sigla un contratto di durata quadriennale, scegliendo la maglia numero 27. Segna il suo primo gol in campionato il 17 ottobre alla sua terza presenza, nella vittoria per 2-5 sul campo dell'Heerenveen. Nel luglio 2017 Gustafson viene girato in prestito al Roda JC. Nel maggio 2018 viene acquistato dall'Utrecht, firmando un contratto fino al 2022.
Il 16 luglio 2022, scaduto il contratto con gli olandesi, Gustafson fa ritorno all'Häcken con un contratto di 3 anni e mezzo. La squadra giallonera in quel momento occupava il primo posto nell'Allsvenskan 2022 dopo tredici giornate. Nella restante parte di stagione gioca quattordici partite e fornisce cinque assist, contribuendo alla conquista del primo titolo di campione di Svezia nella storia del club.

### Nazionale
Ha giocato nella nazionale svedese Under-19.
Esordisce in nazionale Under-21 durante le qualificazioni agli europei di categoria, realizzando una rete. Nel gennaio 2015 debutta in nazionale maggiore giocando un paio di amichevoli contro Costa d'Avorio e Finlandia.

## Palmarès

### Club

#### Competizioni nazionali
- Campionato olandese: 1

Feyenoord: 2016-2017
- Coppa dei Paesi Bassi: 1

Feyenoord: 2015-2016
- Campionato svedese: 1

Häcken: 2022
- Coppa di Svezia: 2

Häcken: 2022-2023, 2024-2025

### Nazionale
- Campionato d'Europa Under-21: 1

Svezia 2015